# Kameno (Słowenia)
Kameno – wieś w Słowenii, w gminie Šentjur. W 2018 roku liczyła 138 mieszkańców.